# Sołomon Bak
Sołomon Arkadjewicz Bak (ros. Соломон Аркадьевич Бак, ur. 1902 we wsi Wiercholeń w guberni irkuckiej, zm. 21 stycznia 1940) – funkcjonariusz radzieckich służb specjalnych, major bezpieczeństwa państwowego.

## Życiorys
Urodzony w rodzinie żydowskiej, 1911-1919 kształcił się w gimnazjum w Irkucku, od listopada 1917 do czerwca 1918 członek irkuckiego komitetu Związku Socjalistycznej Młodzieży, 1917-1918 członek Komsomołu, od stycznia 1918 w RKP(b). Od grudnia 1919 do stycznia 1920 członek „czerwonego” oddziału, walczył z „białym” wojskiem Kołczaka, w styczniu-lutym 1920 sekretarz komisji, następnie gubernialnego komitetu rewolucyjnego, od kwietnia do lipca 1920 sekretarz gubernialnego komitetu rewolucyjnego w Tomsku. Od lipca 1920 do maja 1921 przewodniczący gubernialnego komitetu rekwizycyjnego i gubernialnego komitetu ds. ewakuacji w Tomsku, w maju-czerwcu 1921 przewodniczący gubernialnego komitetu wykonawczego w Tomsku, później kierownik działu organizacyjnego tego komitetu, od lipca 1922 do lipca 1923 zastępca kierownika wydziału zarządu tego komitetu, od lipca 1923 do marca 1923 zastępca kierownika wydziału jenisejskiego gubernialnego komitetu wykonawczego. Od marca 1924 do września 1926 w Armii Czerwonej, politruk kompanii 40 pułku piechoty, politruk baterii 14 pułku artyleryjskiego, instruktor wydziału politycznego 14 Dywizji, od 1 listopada 1926 w organach OGPU, pomocnik szefa i szef oddziału Wydziału Wschodniego OGPU ZSRR, od grudnia 1928 do sierpnia 1930 szef okręgowego oddziału GPU w Semipałatyńsku, od 21 października 1930 do 14 lutego 1932 szef semipałatyńskiego sektora operacyjnego GPU, od 14 lutego 1932 do 10 lipca 1934 szef obwodowego oddziału GPU w Karagandzie. Od 15 lipca 1934 do 25 marca 1936 szef Zarządu NKWD obwodu karagandyjskiego, od 25 grudnia 1935 starszy porucznik bezpieczeństwa państwowego, od 25 marca do 16 grudnia 1936 szef Wydziału Tajno-Politycznego Zarządu Bezpieczeństwa Państwowego (UGB) Zarządu NKWD Kazachskiej ASRR, od 16 grudnia 1936 do 1 kwietnia 1937 szef Zarządu NKWD obwodu jarosławskiego, 20 grudnia 1936 awansowany na kapitana, a 1 kwietnia 1937 na majora bezpieczeństwa państwowego. Od 1 kwietnia do 1 października 1937 ludowy komisarz spraw wewnętrznych Baszkirskiej ASRR, od 25 października 1937 do 20 marca 1938 zastępca ludowego komisarza spraw wewnętrznych Buriacko-Mongolskiej ASRR, od 15 kwietnia do 16 października 1938 szef Wydziału 3 Wołżańskiego Poprawczego Obozu Pracy. Odznaczony Odznaką „Honorowy Funkcjonariusz Czeki/GPU (XV)” (26 maja 1933).
16 października 1938 aresztowany, 19 stycznia 1940 skazany na śmierć przez Wojskowe Kolegium Sądu Najwyższego ZSRR, następnie rozstrzelany.